# الغواصة الألمانية يو-80 (1941)
غواصة يو-80  غواصة يو ألمانية من الفئة السابعة بي بنيت لسلاح بحرية ألمانيا النازية كريغسمارينه، في أحواض بناء السفن بريمر فولكان خلال الحرب العالمية الثانية.